# Malcolm Cooper
Malcolm Douglas Cooper (Camberley, 20 dicembre 1947 – Eastergate, 9 giugno 2001) è stato un tiratore a segno britannico.
È il fondatore dell'azienda di armi Accuracy International, avviata nel 1978.
Ha vinto due medaglie olimpiche nel tiro a segno, entrambe d'oro: la medaglia d'oro alle Olimpiadi 1984 di Los Angeles nella gara di fucile 50 metri 3 posizioni e la medaglia d'oro alle Olimpiadi di Seul 1988 anche in questo caso nella categoria fucile 50 metri 3 posizioni.
Ha partecipato anche alle Olimpiadi 1976.
Ai campionati mondiali di tiro, ha vinto, in diverse categorie, una medaglia d'oro (1990), quattro medaglie d'argento (1978, 1982, due nel 1986) e una medaglia di bronzo (1982).